# Morsott
 (décembre 2010).
Si vous disposez d'ouvrages ou d'articles de référence ou si vous connaissez des sites web de qualité traitant du thème abordé ici, merci de compléter l'article en donnant les références utiles à sa vérifiabilité et en les liant à la section « Notes et références ».
Morsott est une commune de la wilaya de Tébessa en Algérie, au nord-est des Aurès. Son économie est principalement agraire.

## Géographie
Morsott est une commune située à trente-quatre kilomètres au nord du chef-lieu de wilaya de Tébessa sur la nationale 16, reliant Tébessa à Annaba. Morsott est situé à l'aval du plateau du Djebel Boukhadra sur le versant El Hodh. C'est une assiette si on prend en compte Djebel Boukhadra, Djebel Benkeffif et Djebel Mzouzia.

## Histoire
- Si vous ne connaissez pas le sujet, laissez ce bandeau (vous pouvez alors contacter les auteurs).
- Si vous supprimez le contenu mis en cause (vous pouvez préalablement contacter les auteurs),

argumentez précisément cette suppression dans la page de discussion
(un manque de référence n'est pas un argument ; une recherche réelle de référence doit avoir été effectuée, être formellement documentée).
Au nord-est de Morsott sur la route de Boukhadra-Meridj, la région a connu la dernière bataille entre Romains et les fidèles d'un chef berbère, le roi Jugurtha qui s'est soldée par sa défaite et son repli sur Galaat Essanne (à 20 km des frontières algéro-tunisiennes), où il a été capturé par les Romains à la suite d'une complicité et d'une trahison de ses proches. Cette route a connu plus tard le passage de Hilaliens lors de la conquête de l'Afrique du nord par les musulmans. Par la suite les tribus berbères de cette région devenaient musulmanes sunnites.
La plupart des ruines de Morsott (néolithique, punique, Byzantines et islamique) ont été détruites, sauf quelques ruines de l'époque Byzantine témoignent encore de l'histoire de cette ville. Parmi ces ruines, Khaima ou Bordj Erromane (la tour de contrôle du chantier et l'arc Byzantin), et un tunnel de plusieurs kilomètres, passage souterrain qui relie Khaima et Ksar Ghola. Certains archéologues pensent qu'il a servi pour encercler le Roi Jugurtha. D'autres estiment qu'il est de l'époque punique, un ouvrage militaire de Hannibal Barca. Pour capturer le Roi Jugurtha, les Romains ont négocié un traité de paix séparé avec son beau-père Bocchus roi de Maurétanie et il a accepté de livrer Jugurtha aux Romains. Finalement, Bocchus reçoit le titre d'« ami de Rome ».
La région de Morsott est aussi connue par ses illustres et la domination turque a trouvé un fort appui chez les caïds de la région. Morsott était également un relais de surveillance entre Thevest Tébessa et Hippone (Annaba), en passant par Madaure (M'daourouch). Saint Augustin d'Hippone ou Saint Augustin fils de Monique, y a séjourné.
À l'époque coloniale, elle est devenue officiellement commune mixte en 1884, selon le code français de l'indigénat. Elle faisait alors partie du département de Constantine.
À Morsott ont été découvertes en 1928 les Tablettes Albertini, un ensemble d'actes notariés privés en latin de l'époque vandale conservées actuellement  au Musée national des antiquités et des arts islamiques d'Alger. Ce sont de précieux documents de l’époque antique.

## Toponymie
Le mot Morsott tirerait son origine du berbère marst, qui signifie « plaine » des planteurs (agriculteurs). D'autres pensent qu'il vient probablement du latin Morsutus qui signifie « campement, halte ». Morsott était en effet utilisé par les Romains comme un camp d'entraînement et un relais militaire.

## Patrimoine
On trouve dans cette ville des vestiges néolithiques et des ruines romaines.